# Angus J. MacDonald
Angus John MacDonald (17 de janeiro de 1848 - 13 de janeiro de 1914) foi um comerciante e figura política da Nova Escócia, Canadá. Ele representou o condado de Cape Breton na Câmara da Assembleia da Nova Escócia de 1890 a 1894 como membro liberal.
De ascendência escocesa , MacDonald também serviu como diretor de Cape Breton.